# Benjamín Vicuña
Benjamín Vicuña Luco (Santiago de Chile, 29 de noviembre de 1978) es un actor de cine, teatro y televisión y empresario chileno, que ha desarrollado su carrera tanto en Chile como en Argentina y España. Junto con el actor Gonzalo Valenzuela, es fundador del Centro Cultural Mori en Santiago de Chile. Fue seleccionado como el séptimo mejor actor chileno de todos los tiempos por la lista Chile elige, en 2006.

## Infancia y estudios
Es el menor de los cuatro hijos de Juan Pablo Vicuña Parot e Isabel Luco Morandé —los otros son: Carolina (psicóloga), María José (pintora) y Juan Pablo (arquitecto)—. Sus padres se separaron cuando él tenía 4 años y su madre se volvió a casar con el empresario Oussama Abu-Ghazaleh (Fresh Del Monte Produce).
Al finalizar el colegio, ingresó a la carrera de teatro en la Universidad de Chile. Ahí descubrió a sus compañeros, con los que más tarde formaría "El Hijo", una compañía de teatro que ha montado obras como El lugar común, Sala de urgencias, Ifigenia, Cuec@ y La mujer gallina. En esta etapa de su vida, también experimentó el "teatro callejero", alentado por los maestros del teatro chileno: Fernando González, Alfredo Castro, Rodrigo Pérez y Ramón Griffero, por nombrar algunos.

## Carrera actoral

### Inicios y ascenso en televisión
Justo al terminar sus estudios universitarios, Vicuña participó en la película LSD (Lucha Social Digital), dirigida por el también actor Boris Quercia, donde encarnó al personaje de "Efraín". A los 21 años, trabajó por primera vez en televisión, en la miniserie Vivir al día, transmitida por Red Televisión, que tocaba temas sensibles para la sociedad, como la homosexualidad y las drogas, entre otros tópicos característicos de la juventud chilena de la década de 1990. 

Luego actuó en la telenovela Piel canela (2001) de Canal 13. Su personaje, Gabriel Vallejos, era novio de Marcela, papel interpretado por la actriz Paz Bascuñán, con quien comenzaría una relación sentimental posteriormente. Aunque la telenovela fue un fracaso en términos de audiencia, sirvió para que Vicuña ascendiera en el mundo de la televisión, emigrando al área dramática de Televisión Nacional de Chile (TVN), cuyas producciones eran, en esa época, de muy alta calidad y audiencia. Su primer trabajo en TVN fue "Rafael Callasis", uno de los personajes protagónicos de la telenovela Purasangre (2002).

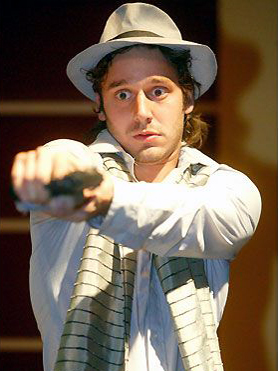
Benjamín Vicuña actuando en una obra de teatro en 2004.

En 2003, y en un tono cómico, interpretó a Herodes Barriga, "El Piruja", un delincuente que se hace pasar por un sacerdote llamado Benigno en la telenovela Pecadores. Durante 2004, Franco Schiafino, el gigoló al que interpretaba, dio mucho que hablar al mostrar a Vicuña y a la actriz de extensa trayectoria, Gloria Münchmeyer, en escenas de besos y sexo implícito en Destinos cruzados. Ese mismo año, formó parte del elenco de Splendid's, obra teatral que lo reunió junto a otros "galanes" chilenos como Diego Muñoz, Gonzalo Valenzuela, Álvaro Espinoza y Nicolás Saavedra, entre otros.
En 2005, volvió a Canal 13, para participar en la serie Los simuladores, personificando a Gabriel Medina. Además, inauguró la primera sala de teatro de su Centro Cultural Mori, con la obra Cocinando con Elvis. A mediados de 2006 inició su participación en la serie H y T, Huaiquimán y Tolosa, de la que grabaron dos temporadas con mucho éxito. Paralelamente, en 2007 volvió a las tablas protagonizando El amante, del Premio Nobel Harold Pinter. Esto coincide con la apertura de la segunda sala de su centro cultural.

### Internacionalización de su carrera
En febrero de 2008 aceptó el rol del antagonista en la novela argentina Don Juan y su bella dama, emitida por Telefe, la cual actuó junto a Joaquín Furriel, Romina Gaetani e Isabel Macedo. En ese país también participó del programa La liga como notero invitado. En septiembre del mismo año viajó a la Isla Dawson para interpretar al político chileno Sergio Bitar en uno de los roles más importantes de su carrera en la película Dawson. Isla 10. En diciembre estrenó, junto con Marcial Tagle, la película Muñeca, cuestión de sexo.

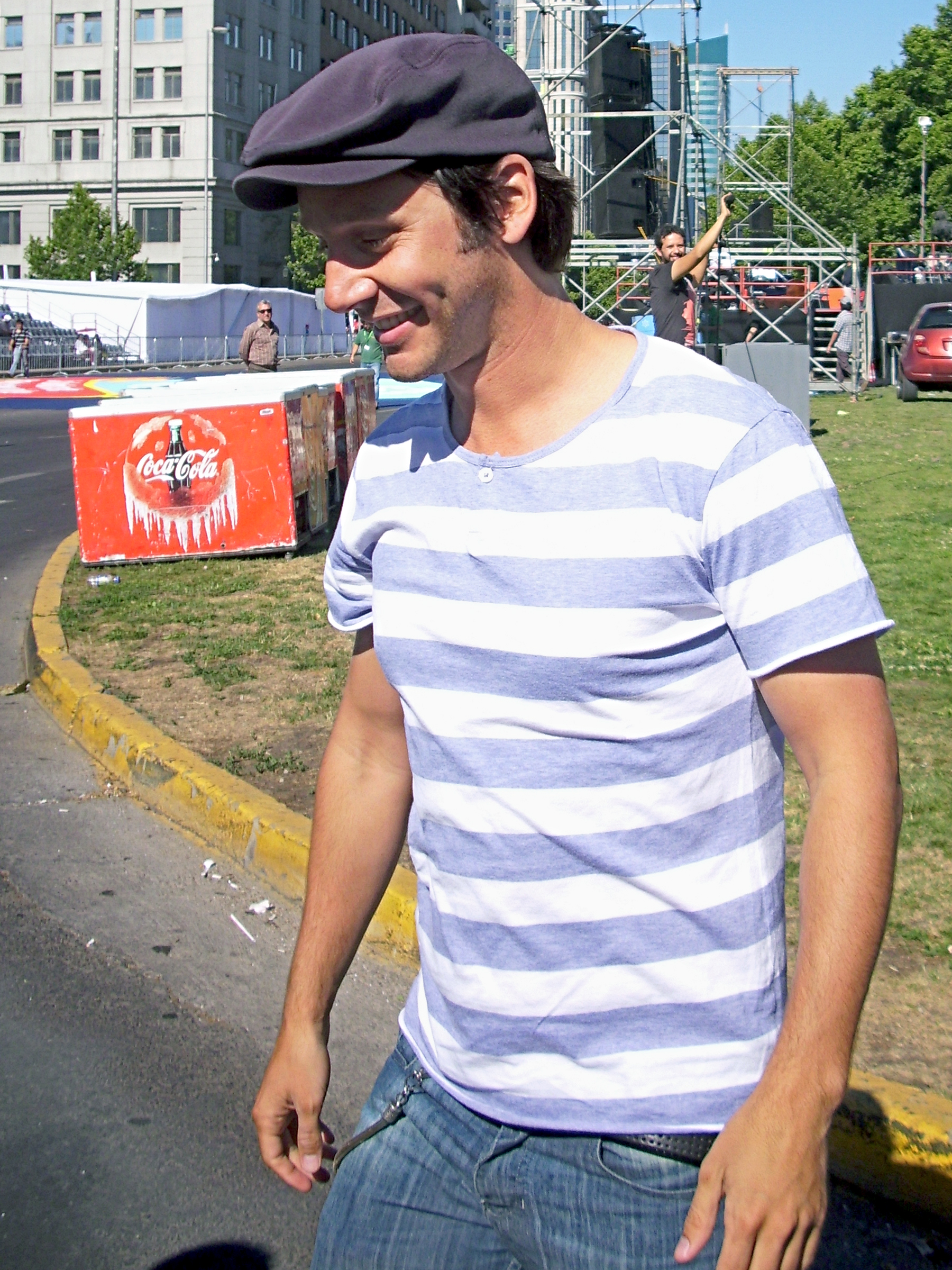
Benjamín Vicuña, en París Parade Navidad, 2010.

En marzo de 2009 regresó a Chile y, además de participar en el rodaje de las películas Grado 3 (Roberto Artiagoitía) y Drama (Matías Lira), vuelve a su pasión, el teatro. Paralelamente, inauguró la tercera sala de su centro cultural con el estreno de La Gran Noche, de Marcelo Simonetti, cuya exitosa temporada culminó con una extensa gira por Chile. En septiembre de 2009 Vicuña fue fichado para la serie española de Antena 3, Los hombres de Paco, producida por Globomedia. La temporada la serie sale al aire en febrero de 2010, y a pesar de su baja de audiencia por el cambio de trama y personajes importantes, "Decker", el personaje que caracterizaba Benjamín Vicuña, marcó la diferencia, ganándose el cariño de gran parte del público que veía la serie.[cita requerida] Esta nueva participación en España, junto con su actuación en 2008 en la película Fuera de carta, llevaron a que Vicuña firmara un contrato con una importante empresa llamada Kuranda, a la cual pertenecen celebridades como Penélope Cruz y Gwyneth Paltrow, para que lo representen con la intención de explotar su carrera en el cine y la televisión de Europa.
Desde mediados de 2010, Benjamín protagonizó la serie chilena de HBO, Prófugos, emitida entre 2011 y 2013.
En 2011 regresa a Argentina antagonizando la telenovela Herederos de una venganza, protagonizada por Luciano Castro y Romina Gaetani. En teatro protagonizó La celebración junto a Gonzalo Valenzuela y Juana Viale.
En 2012 coprotagonizó el unitario argentino de Telefe, La Dueña, estelarizado por Mirta Legrand. En 2013 junto a Julio Chávez, Facundo Arana y Griselda Siciliani protagonizó la serie de Pol-Ka Farsantes. Por la que fue nominado a los premios Tato y Martín Fierro. En teatro protagoniza la obra Los elegidos, junto a Jorge Marrale.
En 2014 protagonizó la serie Sitiados, una superproducción para Latinoamérica, con la colaboración de TVN y MovieCity Fox. Estuvo ambientada en el sur de Chile, entre 1598 y 1601. También filmó una película con el director chileno Matías Bize, La memoria del agua junto a la española Elena Anaya. Fue una producción chilena, argentina, alemana y española.
En 2015 protagoniza junto a Natalia Oreiro y Joaquín Furriel la serie argentina Entre caníbales, por la cadena Telefe y Fox Life a nivel internacional, y bajo dirección de Juan José Campanella.
En 2018 comenzó a circular por la prensa argentina y chilena el rumor de su eventual participación en la segunda temporada de la exitosa serie a nivel mundial La casa de papel, lo que finalmente no fue cierto. En junio de ese mismo año ficha por la cuarta temporada de Vis a vis en la que dará vida a Hierro, un funcionario muy severo.
En 2021 debuta en el canal chileno Mega esteralizando junto a Paz Bascuñán la telenovela nocturna Demente.
En 2022 protagoniza El primero de nosotros, serie emitida por Telefe y Paramount+.

## Carrera cinematográfica

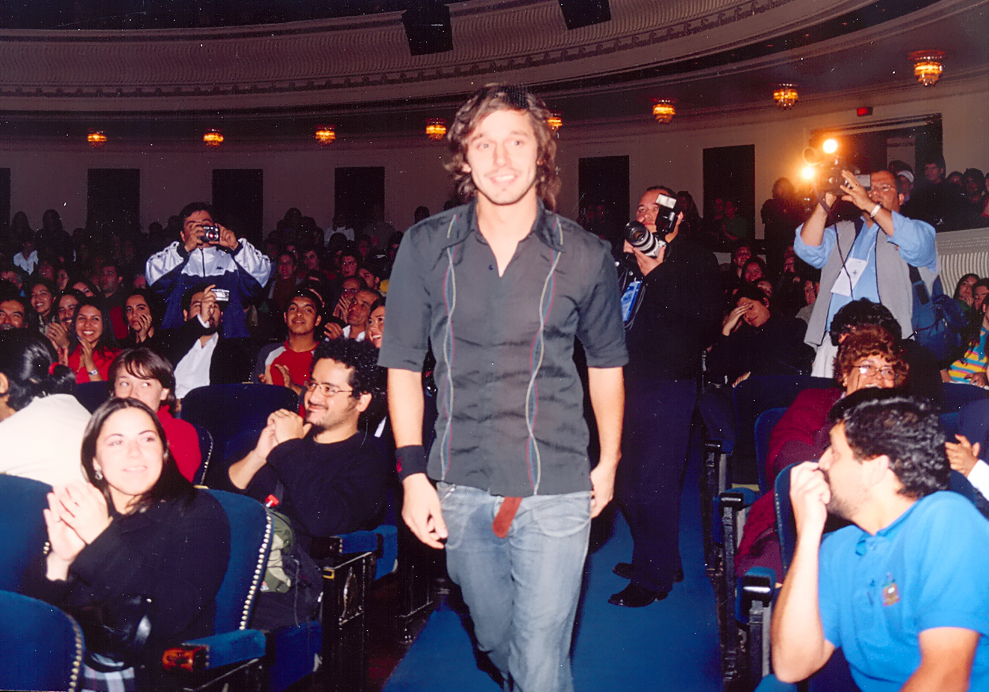
Benjamín Vicuña, en la presentación película Promedio rojo.

Su debut en el cine, fue en Lucha social digital, bajo dirección de Boris Quercia y estrenada en 2001. Luego siguieron Paraíso B y XS - La Peor Talla, su primer protagónico en la pantalla grande.
En 2004 protagonizó la cinta juvenil Promedio Rojo, con gran éxito en la taquilla en chilena. Sus siguientes filmes fueron Mujeres infieles, El roto, Las hormigas asesinas, No me toques, Juego de verano y Se arrienda.
El 30 de marzo de 2006 se estrenó Fuga, una coproducción chilena y argentina. Por su labor fue premiado en el Festival de Málaga de Cine Español, en el Festival Trieste de cine latino-americano y en el Festival de Cine de Londres como mejor actor.
En 2008 debutó en el cine español con Fuera de carta, bajo las órdenes de Nacho García Velilla, y obtuvo el premio New York Ace Awards al mejor actor. Ese mismo año además protagonizó en Chile, Muñeca, cuestión de sexo, junto a Marcial Tagle. Al año siguiente encabezó Grado 3, y Dawson. Isla 10, esta última basada en el libro Dawson. Isla 10 de Sergio Bitar.
En 2015 protagonizó en Chile El bosque de Karadima y La memoria del agua, en la que interpretaba a un hombre que se separa de su esposa tras el fallecimiento de su hijo. En Argentina protagoniza Baires, junto a Germán Palacios y Sabrina Garciarena.

## Trayectoria empresarial
En abril de 2005, inauguró junto con Gonzalo Valenzuela y Cristóbal Vial el Centro Cultural Mori, que en la actualidad cuenta con cuatro salas de teatro en Santiago de Chile. También funciona como productora de televisión (Humanos en el camino y Karma) y de teatro (La celebración en el Teatro Lola Membrives).
En mayo de 2006, con Gonzalo Valenzuela y Esteban Page, inauguraron el restaurante Amorío ubicado en la Sala Bellavista del Centro Mori.
En octubre de 2009, junto con Francisca Jara y Patricio Soto, lanzó en Chile la marca de ropa para hombres Bautista, local ubicado en el Barrio Bellavista. El nombre de la marca no solo es por el nombre del segundo hijo de Benjamín, sino también es el nombre de un antepasado sastre de Francisca Jara y el nombre del hijo de uno de los arquitectos que se encargó del diseño del local.
Ha sido rostro de campañas publicitarias de la multitienda chilena París, donde en 2015 realizó un comercial junto a la modelo británica Cara Delevingne.

## Activismo y posiciones políticas

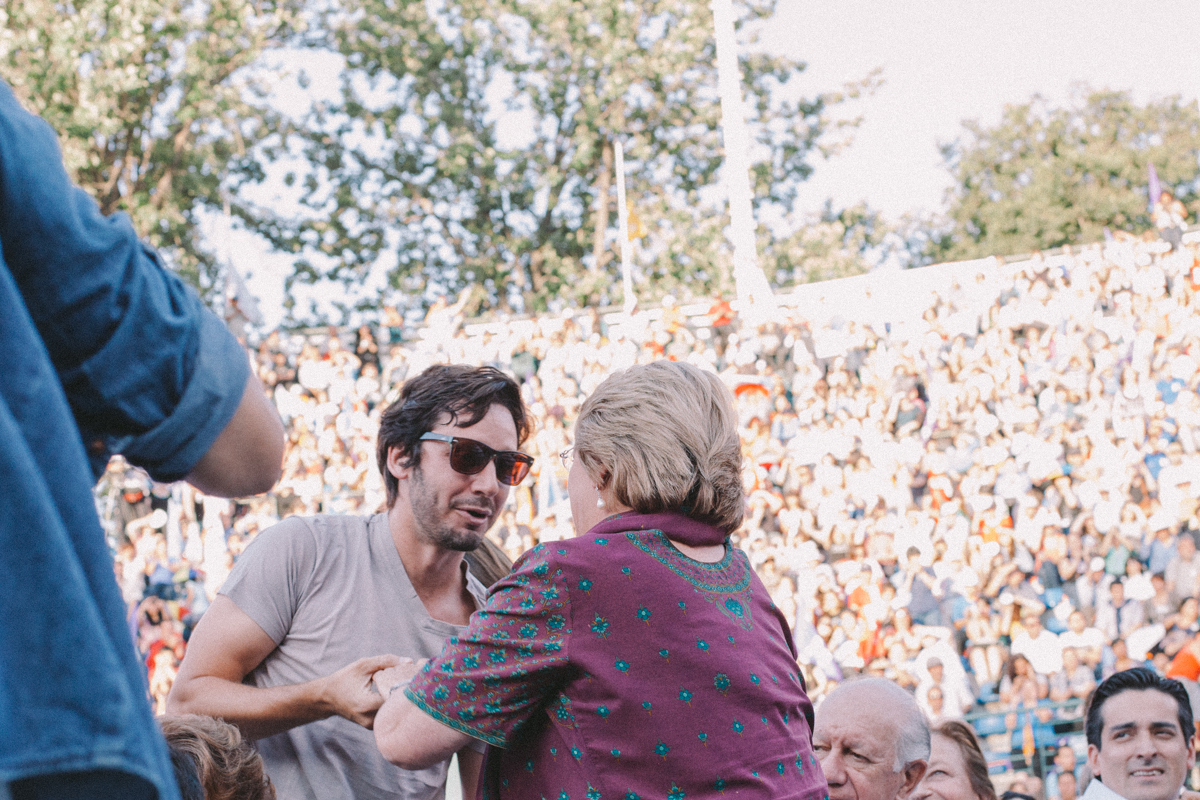
Vicuña con Michelle Bachelet en 2013.

Ha sido rostro de UNICEF, organización que en 2004 lo nombró "Amigo de UNICEF", y que en 2008 lo nombró "Embajador de Buena Voluntad" (siendo la segunda persona en Chile en llevar ese título).
En 2008 se mostró partidario de la entonces presidenta de Chile, la socialista Michelle Bachelet.
En septiembre de 2013 apareció en un video de la Confederación de Estudiantes de Chile apoyando a los estudiantes chilenos que impulsaban una movilización por reformas al sistema educacional en ese país. En noviembre dio su público apoyo a la candidata presidencial Michelle Bachelet, apareciendo como rostro de la franja electoral.
En 2019, expresó su apoyo al argentino Alberto Fernández del Frente de Todos en el canal C5N, después fue muy criticado por su posición en un país ajeno.[cita requerida]

## Vida personal
De 2005 hasta 2015 estuvo en pareja con la modelo y presentadora argentina Carolina "Pampita" Ardohain. La pareja tuvo cuatro hijos, Blanca, nacida en 2006 en Santiago de Chile, Bautista, nacido en 2008 en Buenos Aires, Beltrán, nacido en 2012 en Santiago de Chile, y Benicio, nacido en 2014 en Santiago de Chile.
A mediados de 2012, Benjamín viajó junto a su familia a la Riviera Maya a pasar sus vacaciones. Al regresar a Santiago de Chile, su hija Blanca fue internada en la Clínica Las Condes por un supuesto resfrío. El cuadro clínico, sin embargo, se agravó rápidamente y la menor debió ser llevada a un coma inducido y conectada a una máquina ECMO. Se solicitaron dadores de sangre y se hizo público que el cuadro se debía aparentemente a dos bacterias. A los pocos días, Blanca sufrió un derrame cerebral y falleció el 8 de septiembre de 2012 por una neumonía hemorrágica "que no se pudo controlar". El fallecimiento de Blanca provocó gran conmoción en los medios de Argentina y Chile.
Entre 2015 y 2021 mantuvo una relación con la actriz y cantante argentina María Eugenia "China" Suárez, a quien conoció durante el rodaje de la película El hilo rojo, que protagonizaron ambos. Tuvieron dos hijos, Magnolia, nacida en 2018, y Amancio, nacido en 2020.

## Premios y reconocimientos
Premios Martín Fierro
| Año  | Categoría                                  | Producción             | Resultado | Ref.   |
| ---- | ------------------------------------------ | ---------------------- | --------- | ------ |
| 2012 | Mejor actor de unitario y/o miniserie      | La dueña               | Nominado  |        |
| 2013 | Mejor actor de ficción diaria / telenovela | Farsantes              | Nominado  | [ 8 ]  |
| 2022 | Mejor Actor protagonista de ficción        | El primero de nosotros | Ganador   | [ 33 ] |

Premios Altazor
| Año  | Categoría                | Producción | Resultado |
| ---- | ------------------------ | ---------- | --------- |
| 2004 | Mejor actor - Televisión | Pecadores  | Nominado  |

Premios APES
| Año  | Categoría                                   | Producción          | Resultado | Ref.   |
| ---- | ------------------------------------------- | ------------------- | --------- | ------ |
| 2002 | Mejor actor principal - Televisión          | Purasangre          | Ganador   | [ 34 ] |
| 2006 | Mejor actuación complementaria - Televisión | Huaiquimán y Tolosa | Ganador   | [ 35 ] |

Copihue de Oro
| Año  | Categoría                | Resultado |
| ---- | ------------------------ | --------- |
| 2009 | Mejor actor - Cine       | Ganador   |
| 2010 | Mejor actor - Cine       | Ganador   |
| 2011 | Mejor actor - Televisión | Nominado  |

Premios TV Grama
| Año  | Categoría                | Producción          | Resultado | Ref.   |
| ---- | ------------------------ | ------------------- | --------- | ------ |
| 2002 | Mejor actor - Televisión | Purasangre          | Ganador   | [ 36 ] |
| 2004 | Mejor actor - Televisión | Destinos Cruzados   | Ganador   |        |
| 2005 | Mejor actor chileno      | Mejor actor chileno | Ganador   |        |
| 2006 | Mejor actor chileno      | Mejor actor chileno | Ganador   | [ 37 ] |

Premios Tato
| Año  | Categoría                         | Producción | Resultado |
| ---- | --------------------------------- | ---------- | --------- |
| 2012 | Mejor actor en ficción unitario   | La dueña   | Nominado  |
| 2013 | Mejor actor protagonista en drama | Farsantes  | Nominado  |

Otros premios
| Año  | País                      | Premio                                          | Categoría                                                   | Producción         |
| ---- | ------------------------- | ----------------------------------------------- | ----------------------------------------------------------- | ------------------ |
| 2004 | Bandera de Chile          | Premio Wikén                                    | Mejor actor de cine                                         | Promedio rojo      |
| 2005 |                           | Premio TV Grama                                 | Mejor actor                                                 | Los simuladores    |
| 2005 | Bandera de Ecuador        | IV Festival de Cine de Cuenca                   | Mejor actor                                                 | XS - La Peor Talla |
| 2006 | Bandera del Reino Unido   | Festival de Cine de Londres                     | Mejor actor                                                 | Fuga               |
| 2006 |                           | Premio TV Grama                                 | Mejor actor                                                 | Fuga               |
| 2006 | Bandera de Italia         | XXI Festival de Cine Latinoamericano de Trieste | Mejor actor                                                 | Fuga               |
| 2007 | Bandera de España         | Festival de Málaga                              | Biznaga de Plata al Mejor Actor -Territorio latinoamericano | Fuga               |
| 2009 | Bandera de Estados Unidos | New York Latin ACE Awards                       | Mejor actor de reparto                                      | Fuera de carta     |

Reconocimientos
- Amigo de UNICEF (desde 2004)[38]
- Embajador Nacional de Buena Voluntad de UNICEF en Chile (desde 2008)[38]
- Reconocimiento de Pro-Chile y Embajada de Chile en Argentina, por su aporte cultural a la sociedad (2009)